# Колтырино
Колтырино — деревня в Псковском районе Псковской области. Входит в состав Серёдкинской волости. 
Расположена в 54 км к северу от Пскова и в 9 км к юго-западу от села Серёдка.
Численность населения деревни по состоянию на 2000 год составляла 3 человека.

## Топографические карты
- Лист карты O-35-XVII Новоселье. Масштаб: 1 : 200 000. Издание 1980 г.